# 日本人はなぜ戦争へと向かったのか
日本人はなぜ戦争へと向かったのか（）は、『NHKスペシャル』における2011年の企画である。

## 概要
日米が日中戦争・太平洋戦争に至った原因を究明していく番組である。書籍化され、後に新潮文庫から再版された。
第1回 “外交敗戦”孤立への道
1月9日 初回放送
第2回 巨大組織“陸軍”暴走のメカニズム
1月16日 初回放送
第3回 “熱狂”はこうして作られた
2月27日 初回放送
第4回 開戦・リーダーたちの迷走
3月6日 初回放送
戦中編 果てしなき戦線拡大の悲劇
8月15日 初回放送

## 書籍版
- NHK取材班 編著 『日本人はなぜ戦争へと向かったのか : NHKスペシャル』 上巻、NHK出版、2011年2月。ISBN 978-4-14-081463-5。
  - （再刊）NHKスペシャル取材班 編著 『日本人はなぜ戦争へと向かったのか』 外交・陸軍編、新潮社〈新潮文庫 ; え-20-4〉、2015年7月。ISBN 978-4-10-128374-6。
- NHK取材班 編著 『日本人はなぜ戦争へと向かったのか : NHKスペシャル』 下巻、NHK出版、2011年6月。ISBN 978-4-14-081464-2。
  - （再刊）NHKスペシャル取材班 編著 『日本人はなぜ戦争へと向かったのか』 メディアと民衆・指導者編、新潮社〈新潮文庫 ; え-20-5〉、2015年7月。ISBN 978-4-10-128375-3。
- NHK取材班 編著 『日本人はなぜ戦争へと向かったのか : NHKスペシャル』 戦中編、NHK出版、2011年11月。ISBN 978-4-14-081511-3。
  - （再刊）NHKスペシャル取材班 編著 『日本人はなぜ戦争へと向かったのか』 果てしなき戦線拡大編、新潮社〈新潮文庫 ; え-20-6〉、2015年8月。ISBN 978-4-10-128376-0。